# 김창준 (희극인)
김창준(1957년 10월 4일 ~ )은 대한민국의 희극 배우이다. 
- 1981년 미국으로 이민하여 로스엔젤레스에서 연극배우로 데뷔하였다.
- 1982년 서울로 돌아온 이후 MBC 개그 콘테스트를 통해 개그맨으로 정식 데뷔하였다.
- 청춘행진곡 폐지 후[1] 1992년 3월 김은태,  이현주, 이웅호와 함께 서울방송으로 이적하였다.

## 방송
- 청춘행진곡 (MBC) 
 ● 청춘교실 
 ● 요리조리
- 청춘만만세 (MBC) 
 ● 사발꽃 당신
- 일요일밤의 대행진 (MBC) 
 ● 풍자 한마당
- 일요일 일요일 밤에 (MBC) 
 ● 심통공작 심술하인
- 야! 일요일이다 (MBC)
- 내고향 큰잔치 (MBC)
- 웃으면 좋아요 (SBS)
- ● 꿈의 대화
- 코미디 전망대 (SBS) 
 ● 전망대 영상대담 
 ● 코미디 모의국회
- 웃으며 삽시다 (SBS)
- 가족오락관 (KBS)